# Biostatistics
Biostatistics é uma revista científica revisada por pares abordando a bioestatística, isto é, estatísticas biológicas e a investigação médica. As revistas que mais citaram Biostatistics até 2008 foram Biometria, Journal of the American Statistical Association, Biometrika, Estatística em Medicina, e o Journal of the Royal Statistical Society, Série B. Scott Zeger e Peter Diggle foram os editores fundadores da Biostatistics.